# Klosterorlunda

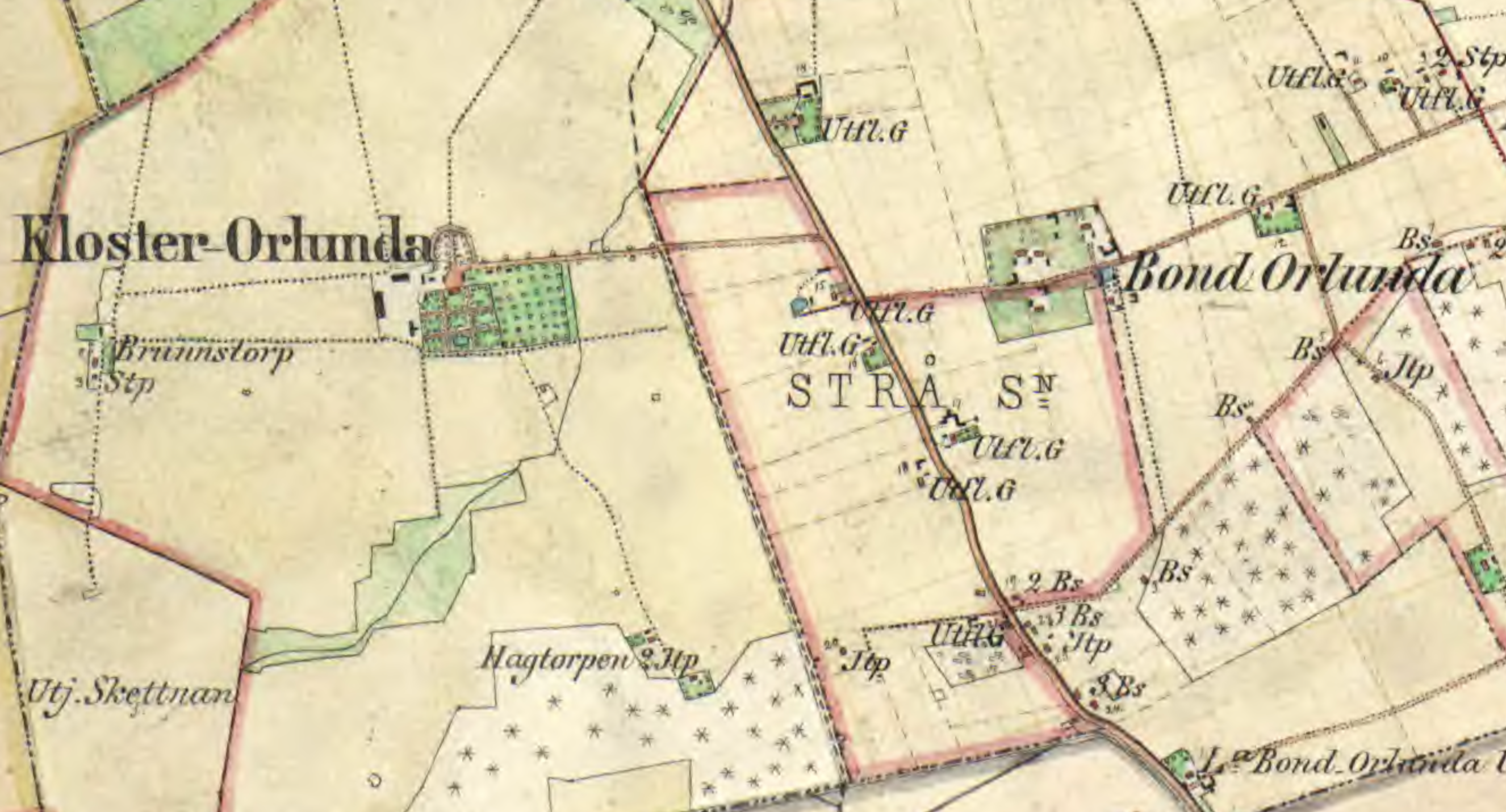
Klosterorlunda 1868–1877 med trädgårdens och parkens planering synlig

Klosterorlunda är en herrgård i Hovs socken, Östergötland, som är känd för sin botaniska trädgård från 1700-talet.
Klosterorlunda är först känt som Orlundir i ett latinskspråkigt gåvobrev från 1274. Förleden Kloster-, som skiljer det från det närbelägna Bondorlunda, kan ha samband med att det att det 1374 skänktes till Vadstena kloster.
Gården tillhörde i mitten av 1700-talet förste lantmätaren Carl Jacob Wallberg (1705–1778). Hans son Mathias Jonas Wallberg (1737–1808), lärjunge till Linné och en framstående botaniker, anlade en botanisk trädgård som blev berömd genom ”mängd[en] sällsynta och från utlandet införskrifna växter”. De mest exotiska växterna övervintrades i ett särskilt våningsplan i mangårdsbyggnaden, som hölls tempererat med fönster åt alla håll. Av den organiserade trädgården finns inte mycket kvar, men på dess plats växer ännu många rara växter. Egendomen tillföll kammarherren Wilhelm Pereswetoff-Morath genom gifte med Mathias Wallbergs sondotter Mathilda. Makarnas son, kammarherren Carl Wilhelm Pereswetoff-Morath, sålde Klosterorlunda 1869 till brukspatronen Henning Trozelli, som i sin tur donerade den till Norrköpings stad 1877. Staden arrenderade sedan ut gården. Den 10 december 1926 eldhärjades Klosterorlunda och fick omfattande skador.
Mellan Klosterorlunda och Strå finns Klosterorlunda gravfält från järnåldern, bestående av 58 runda stensättningar, två högar och en rest sten.